# Nälkävaara
Nälkävaara är en kulle i Finland. Den ligger i Kittilä kommun och landskapet Lappland, i den norra delen av landet, 800 km norr om huvudstaden Helsingfors. Toppen på Nälkävaara är 252 meter över havet, eller 65 meter över den omgivande terrängen. Bredden vid basen är 3,8 km.
Terrängen runt Nälkävaara är huvudsakligen platt.  Trakten runt Nälkävaara är nära nog obefolkad, med mindre än två invånare per kvadratkilometer. Närmaste större samhälle är Kittilä, 6,7 km sydväst om Nälkävaara. 